# Печенга (Костромская область)
Печенга — деревня в Буйском районе Костромской области. Входит в состав Центрального сельского поселения.

## География
Находится в западной части Костромской области на расстоянии приблизительно 43 км на север по прямой от районного центра города Буй на правом берегу реки Кострома.

## История
В 1872 году здесь было учтено 55 дворов, в 1907 году — 90.

## Население
Постоянное население составляло 306 человек (1872 год), 449 (1897), 491 (1907), 14 в 2002 году (русские 100 %), 4 в 2022.

## Известные уроженцы, жители
Людмила Николаевна Сабинина (18.8.1925, дер. Печенга — 9.09.1977, Москва) — русская советская писательница.